# Grand Prix w piłce siatkowej kobiet
Grand Prix w siatkówce kobiet – zawody rozgrywane od 1993 do 2017 roku. GP to odpowiednik męskiej Ligi Światowej. Jednak rozgrywki kobiet prowadzone były na innej zasadzie. W przeciwieństwie do Ligi Światowej drużyny kobiece aby zagrać w GP przechodziły przez eliminacje kontynentalne. Następnie rozgrywana była ponownie faza eliminacyjna z udziałem 16 zespołów, ale już w ramach Grand Prix. Reprezentacje poszczególnych krajów grały przez trzy weekendy w czterech grupach (każdy z każdym, bez rewanżów) po 4 drużyny w jednym turnieju (12 turniejów w wybranych państwach). Składy grup były rozlosowywane przed fazą eliminacyjną. Wszystkie reprezentacje rozgrywały po 9 meczów. Po fazie eliminacyjnej pięć najlepszych zespołów oraz gospodarz awansowali do turnieju finałowego, który odbywał się w ustalonym wcześniej kraju.

Reprezentacja Polski wystąpiła jedenaście razy w tych elitarnych rozgrywkach, w latach 2004–2014. W 2007 roku Polkom udało się po raz pierwszy w historii awansować do finału Grand Prix. Rywalkami biało-czerwonych były zespoły Brazylii, Chin, Rosji, Holandii i Włoch. Zajęły wtedy 6. miejsce. Wynik ten powtórzyły w 2010 roku. Najwięcej triumfów na swoim koncie ma Brazylia (10).

## Medalistki Grand Prix
| Edycja | Rok  | Gospodarz       | Złoto             | Srebro            | Brąz              | Miejsce Polski |
| ------ | ---- | --------------- | ----------------- | ----------------- | ----------------- | -------------- |
| I      | 1993 | Hongkong        | Kuba              | Chiny             | Rosja             | n/s            |
| II     | 1994 | Szanghaj        | Brazylia          | Kuba              | Chiny             | n/s            |
| III    | 1995 | Pekin           | Stany Zjednoczone | Brazylia          | Kuba              | n/s            |
| IV     | 1996 | Szanghaj        | Brazylia          | Kuba              | Rosja             | n/s            |
| V      | 1997 | Kobe            | Rosja             | Kuba              | Korea Południowa  | n/s            |
| VI     | 1998 | Hongkong        | Brazylia          | Rosja             | Kuba              | n/s            |
| VII    | 1999 | Yuxi            | Rosja             | Brazylia          | Chiny             | n/s            |
| VIII   | 2000 | Manila          | Kuba              | Rosja             | Brazylia          | n/s            |
| IX     | 2001 | Makau           | Stany Zjednoczone | Chiny             | Rosja             | n/s            |
| X      | 2002 | Hongkong        | Rosja             | Chiny             | Niemcy            | n/s            |
| XI     | 2003 | Andria          | Chiny             | Rosja             | Stany Zjednoczone | n/s            |
| XII    | 2004 | Reggio Calabria | Brazylia          | Włochy            | Stany Zjednoczone | 8. miejsce     |
| XIII   | 2005 | Sendai          | Brazylia          | Włochy            | Chiny             | 7. miejsce     |
| XIV    | 2006 | Reggio Calabria | Brazylia          | Rosja             | Włochy            | 12. miejsce    |
| XV     | 2007 | Ningbo          | Holandia          | Chiny             | Włochy            | 6. miejsce     |
| XVI    | 2008 | Jokohama        | Brazylia          | Kuba              | Włochy            | 10. miejsce    |
| XVII   | 2009 | Tokio           | Brazylia          | Rosja             | Niemcy            | 7. miejsce     |
| XVIII  | 2010 | Ningbo          | Stany Zjednoczone | Brazylia          | Włochy            | 6. miejsce     |
| XIX    | 2011 | Makau           | Stany Zjednoczone | Brazylia          | Serbia            | 10. miejsce    |
| XX     | 2012 | Ningbo          | Stany Zjednoczone | Brazylia          | Turcja            | 8. miejsce     |
| XXI    | 2013 | Sapporo         | Brazylia          | Chiny             | Serbia            | 15. miejsce    |
| XXII   | 2014 | Tokio           | Brazylia          | Japonia           | Rosja             | 16. miejsce    |
| XXIII  | 2015 | Omaha           | Stany Zjednoczone | Rosja             | Brazylia          | 14. miejsce    |
| XXIV   | 2016 | Bangkok         | Brazylia          | Stany Zjednoczone | Holandia          | 14. miejsce    |
| XXV    | 2017 | Nankin          | Brazylia          | Włochy            | Serbia            | 13. miejsce    |

## Klasyfikacja medalowa
| Msc.  | Państwo           | złoto | srebro | brąz | Razem |
| ----- | ----------------- | ----- | ------ | ---- | ----- |
| 1.    | Brazylia          | 12    | 5      | 2    | 19    |
| 2.    | Stany Zjednoczone | 6     | 1      | 2    | 9     |
| 3.    | Rosja             | 3     | 6      | 4    | 13    |
| 4.    | Kuba              | 2     | 4      | 2    | 8     |
| 5.    | Chiny             | 1     | 5      | 3    | 9     |
| 6.    | Holandia          | 1     | 0      | 1    | 2     |
| 7.    | Włochy            | 0     | 3      | 4    | 7     |
| 8.    | Japonia           | 0     | 1      | 0    | 1     |
| 9.    | Niemcy            | 0     | 0      | 3    | 3     |
| =.    | Serbia            | 0     | 0      | 2    | 2     |
| 11.   | Korea Południowa  | 0     | 0      | 1    | 1     |
| =.    | Turcja            | 0     | 0      | 1    | 1     |
| Razem | Razem             | 25    | 25     | 25   | 75    |